# Miyagawa Chōshun
En aquest nom japonès, el cognom és Miyagawa.

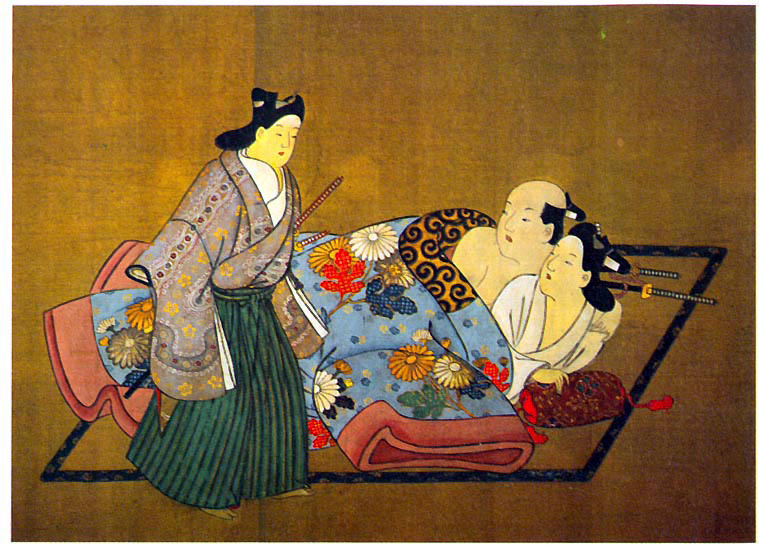
Tres samurais a 'La toga florida', de Miyagawa Chōshun

Miyagawa Chōshun (宮川長春) (1683-1753) va ser un pintor japonès de l'estil ukiyo-e. Fundador de l'escola Miyagawa, ell i els seus deixebles estan entre els pocs artistes d'ukiyo-e que mai van fer xilografies. Va néixer a Miyagawa, a la província d'Owari, però va acabar vivint a Edo, on va morir. A diferència de molts artistes d'ukiyo-e, Chōshun va pintar durant gairebé tota la seva vida.
Chōshun va ser educat per artistes de les escoles de Tosa i Kanō, i per l'antic mestre d'ukiyo-e, Hishikawa Moronobu. Aquestes influències són evidents en la seva obra, així com en la dels de l'escola Kaigetsudō, però Chōshun, com a fundador d'una nova escola de pintura, té un estil únic propi. Les seves figures tenen una suau i càlida feminitat, i el seu ús dels colors està entre els millors de tot l'art ukiyo-e. Les seves obres són gairebé exclusivament de cortesanes, les quals apareixen més plenes i voluptuoses que les de molts altres artistes, especialment les de l'artista una mica posterior Harunobu. Tot i que moltes de les seves obres de cortesanes són innocents, Chōshun i els seus alumnes també van fer un gran nombre d'obres shunga (pintures eròtiques).
Miyagawa Chōshun va tenir una sèrie de deixebles, incloent-hi el seu fill Shunsui, Choki, que també podia haver estat fill seu, i Isshō.
El 1751, pocs anys abans de la seva mort, un artista de l'escola Kanō li va encarregar que fes unes feines de restauració al Nikkō Tōshō-gū. Com que Chōshun no va cobrar aquest treball, va sorgir un altercat que va acabar amb la mort de l'artista de Kanō a mans del fill de Chōshun. Com a resultat, Chōshun va ser desterrat d'Edo durant un any.